# Abd al-Kadir Salah ad-Din
Abd al-Kadir Salah ad-Din (arab. عبد القادر صلاح الدين) – egipski zapaśnik walczący w stylu wolnym. Brązowy medalista igrzysk afrykańskich w 1987. Złoty medalista na mistrzostwach Afryki w 1985, a srebrny w 1988. Czwarty w Pucharze Świata w 1984 roku.